# Polygala melilotoides
Polygala melilotoides är en jungfrulinsväxtart som beskrevs av Chod.. Polygala melilotoides ingår i släktet jungfrulinssläktet, och familjen jungfrulinsväxter. Inga underarter finns listade i Catalogue of Life.